# Trigun
Trigun (トライガン?, Toraigan) è un manga scritto e disegnato Yasuhiro Nightow, inizialmente raccolto in tre tankōbon dalla Tokuma Shoten, pubblicati fra il 1996 ed il 1999. Nel 1997 Shonen Captain, il magazine su cui Trigun veniva serializzato, fu chiuso, rendendo il manga incompleto. All'inizio del 1998 è stato poi pubblicato Trigun Maximum (トライガンマキシマム?, Toraigan Makishimamu), continuazione della prima serie, edito da Shōnen Gahōsha nella sua collana Young King OURs a partire dall'ottobre del 1997, che si è concluso il 30 marzo 2007 con la pubblicazione del 102º capitolo, per un totale di 14 volumi.
Nel 1998 ne è stata tratta una serie televisiva anime realizzata dallo studio Madhouse, composta da 26 episodi e trasmessa in patria dal network TV Tokyo. Un film, intitolato Trigun: Badlands Rumble, è uscito nelle sale giapponesi il 24 aprile 2010. Una seconda serie televisiva anime, intitolata Trigun Stampede, prodotta dallo studio Orange e composta sempre da 26 episodi, è stata trasmessa nel corso del 2023.

## Trama
Vash the Stampede, noto come tifone umanoide, è il primo uomo nella storia dichiarato calamità naturale. Ritenuto responsabile di disastri in molte città, ha su di sé una taglia da 60 miliardi di $$ (doppi dollari). La sua vera natura è però ben lontana dall'essere malvagia e crudele come tutti s'immaginano: Vash è in realtà un tipo spensierato e un pacifista convinto, sempre pronto a soccorrere e salvare i più deboli, e con due sole grandi passioni, le belle donne e le ciambelle.
Dotato di una sensibilità estrema e al tempo stesso di una grandissima determinazione e forza interiore (per non parlare della grande resistenza del suo corpo) Vash aiuta e difende i più deboli, cercando sempre di evitare di ferire a morte i criminali che affronta, capace di mettere a repentaglio la sua vita per aiutare tutti i bisognosi che incontra lungo il suo cammino.
L'intera storia si svolge sulla superficie di un lontano e desertico pianeta, Gunsmoke, illuminato da due soli e circondato da cinque lune, colonizzato un secolo prima da navi spaziali terrestri e appartenenti al progetto Seeds. È un mondo duro e selvaggio, in cui i coloni umani faticano a mantenere un'esistenza dignitosa, tra la continua regressione tecnologica (Gunsmoke è molto simile al vecchio West americano) e le faide di antiche e potenti famiglie rivali.
Vash è anche ingiustamente incolpato della distruzione di un'intera cittadina, July City. A causa di questa sua fama di tifone umanoide, una compagnia di assicurazioni decide di inviare due agenti, Meryl Strife e Milly Thompson, per seguirne le tracce, con l'obiettivo di rintracciarlo e contenere al minimo i danni da lui causati.
Da questo momento in poi faranno la loro comparsa nella serie decine di nuovi personaggi, tra cui Legato Bluesummers, che avverte Vash di avergli messo alle costole ben 12 sicari nel tentativo di farlo fuori, e Nicholas D. Wolfwood, un reverendo nonché pistolero bravo quasi quanto Vash, che lo aiuterà a sconfiggere i 12 assassini della Gung-Ho Guns seguendolo ovunque vada e aiutandolo nelle sue folli imprese pur essendo a sua volta uno dei Gung-Ho Guns.
La sfida finale sarà l'incontro tra il tifone umanoide e suo fratello Knives, uno scontro da cui dipenderà il destino dell'intero genere umano.

## Personaggi
Vash the Stampede (ヴァッシュ・ザ・スタンピード?, Vasshu za Sutanpīdo)
Doppiato da Masaya Onosaka (ed. giapponese), Simone Mori (ed. italiana)
Vash (anche detto "Tifone Umanoide") è il protagonista della serie. Un ricercato da 60 miliardi di doppi dollari ($$) che si trascina di città in città cercando di sfuggire ai mille disastri che lo seguono. Nonostante sia un pacifista convinto è anche un pistolero molto esperto, che cerca di non uccidere mai nessuno. Ha perso il braccio sinistro nel primo scontro col fratello Knives ed è stato costretto a rimpiazzarlo con uno meccanico, che all'occorrenza mostra una pistola nascosta che Vash userà in momenti critici. Il suo aspetto è quello di un comune essere umano, ma la sua vera natura è in realtà plant, una misteriosa forma di vita artificiale di cui i coloni delle navi spaziali si servivano per la produzione di energia e alimentazioni. Tutto il suo essere è in grado di produrre energia, che di solito "spara" fuori dal braccio trasformato in cannone. La sua età presunta è 131 anni.
Meryl Stryfe (メリル・ストライフ?, Meriru Sutoraifu)
Doppiata da Hiromi Tsuru (ed. giapponese), Stella Musy (ed. italiana)
Insieme a Milly è uno dei due agenti speciali inviati dalla società d'assicurazioni Bernardelli alla ricerca di Vash the Stampede, per controllare il suo enorme potere distruttivo ed evitare così eccessive perdite all'agenzia. È molto seria ed una gran lavoratrice. Col passare del tempo comincia a provare qualcosa per Vash e se ne innamora, specialmente dopo aver conosciuto il suo passato, la natura di plant di Vash, e dell'esistenza del malvagio gemello Knives. Nel manga saprà di tutto ciò per bocca di Zazie the Beast, ma solo dopo essere stata rapita da quest'ultimo. Come arma usa delle piccole pistole, modello Derringer. Alla fine del manga, lascia il lavoro di assicuratrice con l'amica e collega Milly Thompson per diventare una giornalista reporter d'assalto.
Milly Thompson (ミリィ・トンプソン?, Mirī Tonpuson)
Doppiata da Satsuki Yukino (ed. giapponese), Perla Liberatori (ed. italiana)
Amica e assistente di Meryl, lavora anche lei per la società d'assicurazioni Bernardelli, ed è stata la prima a rendersi conto di chi fosse il vero Vash the Stampede. È una persona estremamente gentile e sentimentale, anche se a volte un po' ingenua; è molto alta e forte. Solitamente buona e simpatica, tende ad andare un po' fuori di testa quando beve. Nel manga sembra essere innamorata di Wolfwood, tanto che quando le viene riferito che è partito per un lungo viaggio, scoppia in lacrime. Come arma usa una specie di gatling lancia-arpioni imprigionanti, estremamente pesante. Insieme a Meryl diventa una reporter d'assalto, ma solo alla fine del manga.
Nicholas D. Wolfwood (ニコラス・D・ウルフウッド?, Nikorasu Dī Urufūddo)

Doppiato da Shō Hayami (ed. giapponese), Massimo De Ambrosis (ed. italiana)
È un reverendo pistolero. Un grande amico ed alleato di Vash, con cui spesso entra in conflitto a causa di ideologie differenti. La sua vita è avvolta nel mistero per gran parte del manga. Si scoprirà che da piccolo viveva in un orfanotrofio, uscito dal quale è stato arruolato dall'Eye of St Michael, un'organizzazione di killer professionisti, che ha modificato il suo corpo in modo da renderlo un assassino infaticabile e pressoché indistruttibile. Il suo nome in codice è Nicholas the Punisher. Nel manga muore dopo la battaglia con un suo amico d'infanzia, Livio, che riesce a redimere e salvare dall'Eye of St Michael. Nell'anime muore dopo uno scontro con il reverendo Chapel, membro dei Gung-Ho Guns e suo maestro, che aveva inizialmente sconfitto ma non ucciso.
Rem Saverem (レム・セイブレム?, Remu Seiburemu)
Doppiata da Aya Hisakawa (ed. giapponese), Maria Letizia Scifoni (ed. italiana)
Tutrice e madre adottiva di Vash e Knives sin dalla loro nascita, insegna ai piccoli l'amore e la pace. Sin dall'infanzia ha una profonda influenza su Vash, mentre con Knives ha un approccio più mite. Sacrifica la sua vita durante la caduta della nave Seeds, nel tentativo di salvare più vite umane possibili.
Millions Knives (ミリオンズ・ナイブズ?, Mirionzu Naibuzu)
Doppiato da Toru Furusawa (ed. giapponese), Sandro Acerbo (ed. italiana)
Fratello gemello di Vash, cresciuto con lui sulle navi coloniali terrestri, crede che gli uomini siano parassiti capaci solo di causare danni ovunque vadano. Nell'anime, l'odio di Knives è provocato dalla costante violenza subita da uno dei membri del Project Seeds che apertamente mostra il suo disprezzo verso i due gemelli plant, provocandogli un'insicurezza verso tutti gli altri esseri umani e considerandoli inferiori e primitivi. Uccide con una serie di inganni tutto lo staff della navicella ad eccezione di Rem, per il forte legame che aveva instaurato con Vash. Nel manga, l'odio è generato dal profondo trauma ricevuto dalla scoperta di Vash e Knives di un video-diario scientifico, che svela l'esistenza di un'altra plant, di nome Tesla, nata prima di loro nella nave spaziale: ella, ritenuta un miracolo tecnologico, aveva subito diverse analisi, che l'hanno torturata al punto da causare tumori in tutto il corpo e distruggerne le ossa.
Legato Bluesummers (レガート・ブルーサマーズ?, Regāto Burūsamāzu)
Doppiato da Toshihiko Seki (ed. giapponese), Vittorio De Angelis (ed. italiana)
Capo dei Gung-Ho Guns e braccio destro di Knives, che considera un dio. Legato è un tipo abbastanza alto, con occhi gialli e dei capelli blu che ricoprono spesso il suo occhio sinistro. Si veste con uno strano abito simile a un cappotto bianco lungo fin quasi ai piedi. Inoltre possiede straordinari poteri: nell'anime sono di tipo telepatico e gli derivano dal braccio mancante di Vash, amputato da Knives; mentre nel manga si scoprirà molto avanti nella storia che è in grado di bloccare e muovere i propri avversari utilizzando sottili fili metallici. Nel manga è rivelato che Knives salvò Legato uccidendo tutti gli abitanti del suo paese; quando cercò di uccidere lo schiavo sedicenne questi riuscì a fermare il primo colpo e gli chiese di poterlo seguire, così Knives gli diede il nome Legato (dal latino "ambasciatore", "luogotenente"). Per dimostrare la sua devozione a Knives, Legato si scaglia nella battaglia finale contro Vash. Ciononostante, sa benissimo che se riuscisse a batterlo, verrebbe in ogni modo eliminato da Knives stesso, che ritiene Legato non così diverso dal resto del genere umano. Nell'anime viene ucciso da Vash, costretto a sparargli per salvare Meryl e Milly. Nel manga è sempre Vash a sparagli, per salvare però la vita a Livio. In entrambi i casi la sua morte provocherà un forte crollo psicologico nel Tifone Umanoide, che per la prima volta ha spezzato una vita umana.

## Produzione

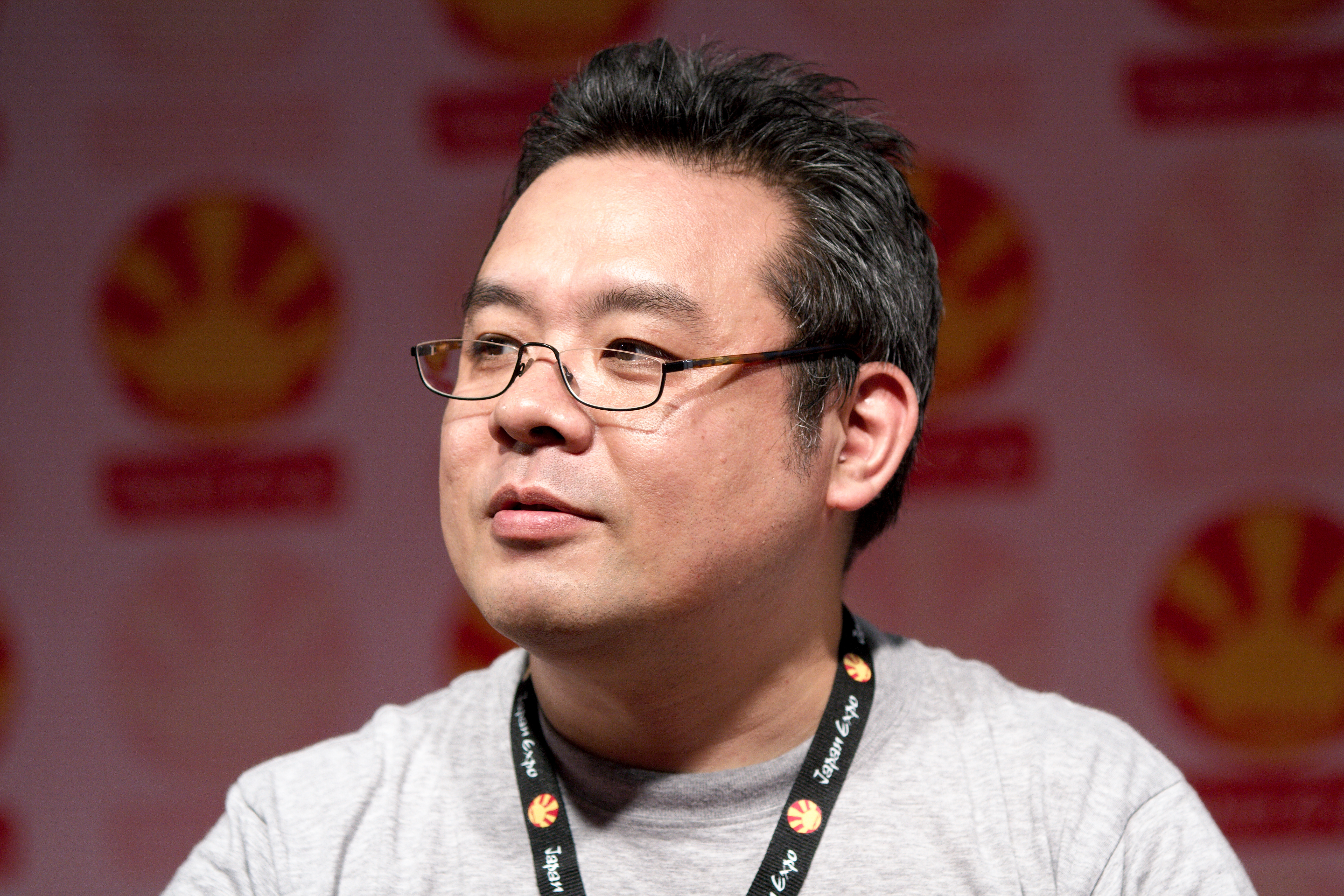
Yasuhiro Nightow, scrittore e disegnatore di Trigun

Dopo aver lasciato l'università, Yasuhiro Nightow ha lavorato come venditore di appartamenti per la società immobiliare Sekisui House, ma ha trovato difficile dedicarsi al suo hobby di disegnare manga. Dopo alcuni successi, tra cui un manga a puntate basato sul popolare videogioco Samurai Shodown per la rivista Family Computer Magazine, ha deciso di licenziarsi per dedicarsi completamente al disegno. La serie è stata concepita come una fusione tra western e fantascienza, un genere che Nightow non aveva mai visto in Giappone all'epoca della scrittura di Trigun. Per differenziare Vash dai tipici eroi dei film d'azione, Nightow lo ha rappresentato come un pacifista, evitando di farne un assassino. Durante la storia, Vash cerca di disarmare i nemici senza infliggere ferite mortali, e la sua personalità allegra sottolinea questo aspetto, evidenziato dalla sua frase iconica: "Ehi, scusa. Love & Peace?". Alcuni elementi del manga sono ispirati alla vita reale; ad esempio, il nome del personaggio Wolfwood è stato preso dal cantante principale per rappresentare il sacerdote ed è modellato su Tortoise Matsumoto della band Ulfuls. Per creare ambienti "caldi", Nightow ha disegnato diverse scene di cibo.
Durante la creazione del manga, Nightow si è impegnato a disegnare con attenzione le scene di combattimento, poiché afferma di avere "tutte queste immagini che mi passano per la testa di personaggi che si muovono in modi diversi, contorcendosi in pose d'azione incredibili; tuttavia, pensare a queste immagini e metterle su carta sono due cose distinte". Per quanto riguarda la narrazione, Nightow adotta un "modo logico e intuitivo" per garantire che i lettori possano seguirla agevolmente. Sebbene Vash sia il protagonista del manga, il regista dell'anime, Satoshi Nishimura, ha scelto Meryl Stryfe come personaggio principale. Nell'anime, Meryl cerca il Tifone Umanoide e inizialmente non riconosce Vash a causa del suo comportamento infantile. Per creare suspense, lo scrittore Yōsuke Kuroda suggerì che Vash non sparasse un colpo fino al quinto episodio, il che porta Meryl a rendersi conto che è il famoso pistolero.

## Media

### Manga
Con l'assistenza di un amico editore, Yasuhiro Nightow ha pubblicato per la prima volta un one-shot di Trigun sulla rivista di manga shōnen Monthly Shōnen Captain della casa editrice Tokuma Shoten il 26 gennaio 1995. Due mesi dopo, il 25 marzo, ha iniziato la serializzazione regolare sulla stessa testata. Tuttavia, Monthly Shōnen Captain ha cessato la pubblicazione il 26 dicembre 1996 e la serie è andata in pausa. Tokuma Shoten ha raccolto i capitoli di Trigun in tre volumi monografici tankōbon, pubblicati dal 25 aprile 1996 al 20 gennaio 1999. Successivamente, la Shōnen Gahōsha ha ripubblicato i capitoli in due volumi, usciti il 2 giugno 2000.
Quando Nightow è stato contattato dalla rivista di manga seinen Young King OURs di Shōnen Gahōsha, ha espresso interesse a iniziare una nuova opera. Tuttavia, era turbato dall'idea di lasciare Trigun incompleto e ha chiesto di poter terminare la serie. Il manga ha ripreso la pubblicazione sulla rivista con il titolo Trigun Maximum (トライガンマキシマム?, Toraigan Makishimamu) nel numero di ottobre 1997. Nightow ha dichiarato che non c'era alcuna differenza nella storia tra le due testate e che l'unico motivo del cambiamento era dovuto al cambio di casa editrice. Trigun Maximum si è concluso il 30 marzo 2007 con la pubblicazione del 102º capitolo. Shōnen Gahōsha ha raccolto i suoi capitoli in 14 volumi tankōbon, pubblicati dal 23 maggio 1998 al 27 febbraio 2008.
Inoltre, un'antologia di manga intitolata Trigun: Multiple Bullets, contenente storie brevi scritte da vari autori come Boichi, Masakazu Ishiguru e Satoshi Mizukami, è stata pubblicata da Shōnen Gahōsha in Giappone il 28 dicembre 2011.
In Italia, la prima serie del manga Trigun è stata pubblicata dal 16 gennaio al 16 luglio 2001 dalla Dynamic Italia. Successivamente, la stessa casa editrice ha pubblicato Trigun Maximum dal 30 novembre 2001 al 29 aprile 2004, interrompendo la serie al nono volume. Panini Comics, sotto l'etichetta Planet Manga, ha riedito la prima serie in due volumi rispettivamente il 1° marzo e il 28 aprile 2007. Inoltre, dal 14 dicembre 2007 al 29 marzo 2009, la J-Pop ha avviato la pubblicazione di una riedizione di Maximum, partendo dal primo numero e prevedendo la pubblicazione di tutti i tankōbon originali. L'antologia di manga Trigun: Multiple Bullets è stata pubblicata da Panini Comics il 13 luglio 2013.
La serie è stata distribuita anche negli Stati Uniti da Dark Horse Comics, in Francia da Tonkam, in Spagna da Glénat, in Argentina da Larp Editores, in Germania da Carlsen Verlag, in Polonia da Studio JG, in Portogallo da Panini Comics e in Cina da Tong Li Publishing.

#### Trigun
| Nº | Titolo italiano Giapponese 「Kanji」 - Rōmaji | Data di prima pubblicazione        | Data di prima pubblicazione |
| Nº | Titolo italiano Giapponese 「Kanji」 - Rōmaji | Giapponese                         | Italiano                    |
| 1  | Trigun 1 「トライガン 1」 - Toraigan 1 | 25 aprile 1996 ISBN 4-19-830127-1  | 16 gennaio 2001             |
| 1  | Capitoli - 0. High Noon at July - 1. L'uomo da 60 miliardi di $$ (600億$$の男?, Roppyaku-oku dabudoru no otoko) - 2. Looney Tunes - 3. Hard Puncher - 4. Popo (ポポ?) - 5. L'attacco (強襲?, Kyōshū) - 6. Die Hards - 7. Rem (レム?, Remu)                                                                                           |                                    |                             |
| 2  | Trigun 2 「トライガン 2」 - Toraigan 2 | 30 ottobre 1996 ISBN 4-19-830144-1 | 18 aprile 2001              |
| 2  | Capitoli - 8. The Duelist (デュエリスト?, Dyuerisuto) - 9. ...e poi soltanto il deserto e il cielo (そして荒野と空の間を?, Soshite kōya to sora no aida o) - 10. Little Arcadia (リトル・アルカディア?, Ritoru Arukadia) - 11. Il figlio (息子?, Musuko) - 12. Il fiume della vita (命の川?, Inochi no kawa) - 13. Blood and Thunder |                                    |                             |
| 3  | Trigun 3 「トライガン 3」 - Toraigan 3 | 20 gennaio 1999 ISBN 4-19-830144-1 | 16 luglio 2001              |
| 3  | Capitoli - 14. Diablo - 15. Fragile (フラジャイル?, Furajairu) - 16. La cicatrice (傷痕?, Kizuato) - 17. Slaughter Cafe - 18. La riunione dei malvagi (魔神集結す?, Majin shūketsusu) - 19. L'occhio che non vede (不可視の隻眼?, Fukashi no sekigan) - 20. Fifth Moon (フィフス・ムーン?, Fifusu Mūn)                               |                                    |                             |

Ristampa in due volumi
| Nº | Titolo italiano Giapponese 「Kanji」 - Rōmaji | Data di prima pubblicazione      | Data di prima pubblicazione |
| Nº | Titolo italiano Giapponese 「Kanji」 - Rōmaji | Giapponese                       | Italiano                    |
| 1  | Trigun 1 「トライガン 1」 - Toraigan 1        | 2 giugno 2000 ISBN 4-7859-2005-X | 1º marzo 2007               |
| 2  | Trigun 2 「トライガン 2」 - Toraigan 2        | 2 giugno 2000 ISBN 4-7859-2006-8 | 28 aprile 2007              |

#### Trigun Maximum
| Nº | Titolo italiano Giapponese 「Kanji」 - Rōmaji | Data di prima pubblicazione         | Data di prima pubblicazione                                                       |
| Nº | Titolo italiano Giapponese 「Kanji」 - Rōmaji | Giapponese                          | Italiano                                                                          |
| 1  | Hero Returns 「HERO RETURNS」 | 23 maggio 1998 ISBN 4-7859-1842-X   | 30 novembre 2001 (Dynamic Italia) 14 dicembre 2007 (J-Pop) ISBN 978-88-6634-003-4 |
| 1  | Capitoli 1. HERO REBORN 2. Lina (リィナ?, Rina) 3. Girls: bravo! (ガールズ・ブラボー！?, Gāruzu Burabō) 4. HERO RETURNS 5. DANCING REVOLVERS 6. Il peccato (罪?, Tsumi) |                                     |                                                                                   |
| 2  | Death Blue 「DEATH BLUE」 | 18 dicembre 1998 ISBN 4-7859-1888-8 | 19 febbraio 2002 (Dynamic Italia) 14 febbraio 2008 (J-Pop) ISBN 978-88-6123-197-9 |
| 2  | Capitoli 1. Ancora una volta, il vento blu che porta la morte (死を運ぶ 蒼き風 再び?, Shi o hakobu aokikaze futatabi) 2. RESUME OUR BUSINESS 3. Samurai showdown (サムライショウダウン?, Samurai Shoudaun) 4. Wolfwood (ウルフウッド?, Urufuddo) 5. DESPERADO 6. Home sweet home (ホーム・スィート・ホーム?, Hōmu Suīto Hōmu) 7. Oscurità (暗闇?, Kurayami)                                           |                                     |                                                                                   |
| 3  | His Life As A... 「HIS LIFE AS A...」 | 27 ottobre 1999 ISBN 4-7859-1948-5  | 8 maggio 2002 (Dynamic Italia) 2 marzo 2008 (J-Pop) ISBN 978-88-6123-190-0        |
| 3  | Capitoli 1. Resovoir Dogs (レザボア・ドッグス?, Rezaboa Doggusu) 2. Cemento (セメント?, Semento) 3. NO ESCAPE 4. Emilio the player (エミリオ・ザ・プレイヤー?, Emiro za Pureiyā) 5. LONG GOOD BYE 6. Families (ファミリーズ?, Famiriesu) 7. HIS LIFE IS A... |                                     |                                                                                   |
| 4  | Bottom of the Dark 「BOTTOM OF THE DARK」 | 27 luglio 2000 ISBN 4-7859-2012-2   | 22 luglio 2002 (Dynamic Italia) 24 aprile 2008 (J-Pop) ISBN 978-88-6123-198-6     |
| 4  | Capitoli 1. COUNT DOWN 2. Bluesy Killer Horn (ブルージィ キラー ホーン?, Burūjii Kirā Hōn) 3. BOTTOM OF THE DARK 4. Il covo del diavolo (魔窟?, Makutsu) 5. Crying wild bullet (クライング ウイルド ブリッド?, Kuraingu Uirudo Buriddo) 6. Coloro che ci stanno a fianco (かたわらに たたずむ ものたち?, Katawarani tatazumu monotachi) 7. Peccatori disperati (絶望の罪人?, Zetsubou no zainin)      |                                     |                                                                                   |
| 5  | Break Out 「BREAK OUT」 | 24 febbraio 2001 ISBN 4-7859-2066-1 | 22 novembre 2002 (Dynamic Italia) 22 maggio 2008 (J-Pop) ISBN 978-88-6123-240-2   |
| 5  | Capitoli 1. La città, e poi il banchetto dei cani (街 そして犬共の宴?, Machi soshite inudomo no utage) 2. Break out (ブレイクアウト?, Bureikuauto) 3. Perdita (喪失?, Sōshitsu) 4. Demoni (凶人?, Kyoujin) 5. Death deal (デス ディール?, Desu Dīru) 6. Lasciami almeno percorrere il cammino della redenzione (せめて歩ませよ我が購いの道を?, Semete ayumaseyo waga aganai no michi o)               |                                     |                                                                                   |
| 6  | The Gunslinger 「THE GUNSLINGER」 | 5 ottobre 2001 ISBN 4-7859-2128-5   | 10 marzo 2003 (Dynamic Italia) 26 giugno 2008 (J-Pop) ISBN 978-88-6123-241-9      |
| 6  | Capitoli 1. The gunslinger (ザ•ガンスリンガー?, Za Gansuringā) 2. DOUBLE TEAM 3. Cross x assassin (クロスXアサシンズ?, Kurosu X Asashinzu) 4. Presagio di morte (死兆?, Shichō) 5. Volti senza colore (色無き相貌?, Ironaki Sōbō) 6. Semi che viaggiano fino alle stelle; il mondo dentro a un baccello (星を往く種子 莢の中の世界?, Hoshi o yuku shushi saya no naka no sekai)                       |                                     |                                                                                   |
| 7  | Happy Days 「HAPPY DAYS」 | 7 agosto 2002 ISBN 4-7859-2217-6    | 1º giugno 2003 (Dynamic Italia) 24 luglio 2008 (J-Pop) ISBN 978-88-6123-270-9     |
| 7  | Capitoli 1. HAPPY DAYS 2. Separate ways (セパレイトウェイズ?, Separeito Uizu) 3. Sovrano della solitudine (孤独の王?, Kodoku no ō) 4. Buoni a nulla e blues (ろくでなしとブルース?, Rokudenashi to Burūsu) 5. Approdo: l'inizio e la fine (辿り着けばそこはすでに終わりの始まり?, Tadoritsukeba sokowa sudeni owari no hajimari) 6. Conflict (コンフリクト?, Konfurikuto)                             |                                     |                                                                                   |
| 8  | Silent Ruin 「SILENT RUIN」 | 25 aprile 2003 ISBN 4-7859-2306-7   | 28 gennaio 2004 (Dynamic Italia) 4 settembre 2008 (J-Pop) ISBN 978-88-6123-300-3  |
| 8  | Capitoli 1. Invasione (侵攻?, Shinkou) 2. SILENT RUIN 3. Counter-Attack!カウンターアタック！！ (Kauntā Atakku?) 4. Fuga (脱出?, Dasshutsu) 5. Separate ways (それぞれの道?, Sorezore no michi) - Freed bird ([外伝] FREED BIRD?, [Gaiden] Freed Bird) |                                     |                                                                                   |
| 9  | LR 「LR」 | 24 ottobre 2003 ISBN 4-7859-2306-7  | 29 aprile 2004 (Dynamic Italia) 11 settembre 2008 (J-Pop) ISBN 978-88-6123-301-0  |
| 9  | Capitoli 1. Casa (故郷?, Kokyō) 2. Tempesta (烈風?, Reppū) 3. LR 4. Lotta all'ultimo sangue (死線?, Shisen) 5. Demone nell'ombra (伏魔?, Fukuma) 6. Fermezza (不屈?, Fukutsu) |                                     |                                                                                   |
| 10 | Wolfwood 「WOLFWOOD」 | 27 dicembre 2004 ISBN 4-7859-2497-7 | 16 ottobre 2008 (J-Pop) ISBN 978-88-6123-302-7                                    |
| 10 | Capitoli 1. Ossessione (妄執?, Mōshū) 2. Amicizia (盟友?, Meiyū) 3. Cambiamenti (急転?, Kyūten) 4. Presagio di morte (死兆?, Shi chō) 5. Fine (終決?, Shūketsu) 6. Ritorno a casa (帰還?, Kikan) 7. WOLFWOOD 8. Un lungo addio (永別?, Eibetsu) |                                     |                                                                                   |
| 11 | Zero Hour 「ZERO HOUR」 | 27 dicembre 2004 ISBN 4-7859-2498-5 | 13 novembre 2008 (J-Pop) ISBN 978-88-6123-356-0                                   |
| 11 | Capitoli 1. ZERO HOUR 2. Slapstick days (スラップ スティック デイズ?, Surappu Sutikku Deizu) 3. Fulmini (霹靂?, Hekireki) 4. La resurrezione di un essere malefico (兇人再生?, Kyōjin saisei) 5. GET READY, GET SET 6. Qualcuno da proteggere (まもり得るもの Mamorieru mono?) |                                     |                                                                                   |
| 12 | The Gunslinger 「THE GUNSLINGER」 | 2 luglio 2006 ISBN 4-7859-2665-1    | 4 dicembre 2008 (J-Pop) ISBN 978-88-6123-357-7                                    |
| 12 | Capitoli 1. La fine di un viaggio, un respiro infinito (旅の終わり 鳴りやまぬは息吹?, Tabi no owari nari yama nu wa ibuki) 2. Fulmini dell'invasione (侵蝕の雷?, Shinshoku no kaminari) 3. THE INTERCEPTOR 4. THE GUNSLINGER 5. +-0 6. RESONANCE 7. Run Livio run (ラン・リヴィオ・ラン?, Ran Rivio Ran) 8. Bagliori (灯?, Akari) 9. Noi due soli al mondo (二人ぼっちの世界?, Ni nin bocchino sekai) |                                     |                                                                                   |
| 13 | Double Duel 「DOUBLE DUEL」 | 9 novembre 2007 ISBN 4-7859-2884-0  | 31 gennaio 2009 (J-Pop) ISBN 978-88-6123-385-0                                    |
| 13 | Capitoli 1. Vuoti simulacri (虚の相似形?, Uro no sōji gata) 2. DOUBLE DUEL 3. Fuochi fatui (鬼火?, Onibi) 4. BLACK 5. Il fronte diabolico (魔人戦線?, Majin sensen) 6. TAG IN A PERSON 7. CATCH-AS-CATCH-CAN 8. Ali appuntite (尖翼?, Toga tsubasa) 9. VS. |                                     |                                                                                   |
| 14 | Mind Games 「MIND GAMES」 | 27 febbraio 2008 ISBN 4-7859-2923-5 | 29 marzo 2009 (J-Pop) ISBN 978-88-6123-407-9                                      |
| 14 | Capitoli 1. L'attimo in cui termina la battaglia (相克果つる刻?, Sōkoku hatsuru toki) 2. OVERKILL 3. Side by side (サイド・バイ・サイド?, Saido Bai Saido) 4. NEVER GIVE UP! NEVER SURRENDER! 5. Un biglietto per il futuro (未来への切符?, Mirai e no kippu) 6. MIND GAMES 7. Due ali (双翼?, Sōyoku) 8. Un canto senza fine (終わらない唄?, Owara nai uta)                                          |                                     |                                                                                   |

### Anime

Eyecatch del secondo tempo (episodio 18)

Nel 1998 lo studio di animazione Madhouse ha prodotto una serie televisiva anime di 26 episodi tratta dal manga. La serie è stata diretta da Satoshi Nishimura, mentre la sceneggiatura è stata scritta da Yōsuke Kuroda e la produzione è stata curata da Shigeru Kitayama. La colonna sonora è stata composto da Tsuneo Imahori. L'anime è stato trasmesso in Giappone su TV Tokyo dal 1º aprile al 30 settembre 1998. Gli episodi sono stati successivamente raccolti dalla JVC in 13 VHS, denominate "Stages", pubblicate dal 5 agosto 1998 al 4 agosto 1999. Inoltre è stata distribuita anche in Laserdisc e DVD.
L'edizione italiana è stata curata da Dynamic Italia, che ha affidato il doppiaggio allo studio SEFIT-CDC. La serie è stata trasmessa su MTV dal 3 ottobre 2000 al 27 marzo 2001. Dynamic Italia ha inizialmente pubblicato la serie in nove VHS tra il 2000 e il 2001. Successivamente, lo stesso editore ha distribuito sei uscite DVD dall'8 aprile 2002 al 25 febbraio 2004. In seguito, Shin Vision ha proposto due nuove edizioni: un cofanetto unico (disponibile dal 21 novembre 2005) e un'edizione Complete Edition composta da quattro cofanetti per un totale di otto dischi (il primo dei quali reperibile dal 12 maggio 2006). Dopo l'acquisizione del portafoglio licenze di Shin Vision da parte di EXA Cinema i cofanetti sono stati messi in vendita nel catalogo di Fool Frame. Infine, i diritti della serie sono stati acquisiti da Dynit, che il 26 agosto 2009 ha pubblicato un box di quattro DVD, denominato Ultimate Edition.
Il 17 giugno 2022 viene annunciato un secondo anime intitolato Trigun Stampede, realizzato dallo studio di animazione Orange e distribuito da Crunchyroll dal 7 gennaio al 25 marzo 2023.

#### Episodi
| Nº | Titolo italiano Giapponese 「Kanji」 - Rōmaji | In onda           | In onda          |
| Nº | Titolo italiano Giapponese 「Kanji」 - Rōmaji | Giapponese        | Italiano         |
| 1  | L'uomo da 60 miliardi di doppi dollari 「600億＄＄（ダブドル）の男」 - 600 oku $$(dabudoru) no otoko | 1º aprile 1998    | 3 ottobre 2000   |
| 1  | Dopo l'ennesimo incidente ricondotto al "tifone umanoide", questa volta a Fenarl, Vash the Stampede viene scovato e catturato da un gruppo di malviventi che desidera riscuotere la ricompensa di 60 miliardi di doppi dollari per la sua consegna alle autorità. Contemporaneamente Vash viene avvicinato da due investigatrici, Meryl Stryfe e Milly Thompson, incaricate dalla compagnia di assicurazioni Bernardelli di sorvegliare costantemente Vash per impedire che con i suoi incidenti causi ulteriori perdite finanziarie all'agenzia, e dal cacciatore di taglie Loose Ruth. A causa delle informazioni contrastanti circa l'aspetto di Vash, i cacciatori di taglie si scambiano reciprocamente per il ricercato, e Vash, Meryl e Milly riescono a fuggire mettendo fuori gioco gli inseguitori. A causa del suo comportamento apparentemente goffo e inetto, Meryl e Milly non riconoscono in Vash il reale "tifone umanoide" e lo lasciano andare. |                   |                  |
| 2  | Truth of Mistake 「TRUTH OF MISTAKE」 | 8 aprile 1998     | 10 ottobre 2000  |
| 2  | Meryl e Milly giungono in una città abbandonata a causa della siccità e apprendono che Cliff Cesar, un ricco imprenditore locale che ha il monopolio sul commercio dell'acqua, ha assoldato Vash come guardia del corpo per proteggere lui e la sua giovane ospite Maryann, figlia di un amico. Inizialmente deluse dal constatare che il Vash impiegato è l'uomo che avevano incontrato in precedenza e che credono un impostore, le due investigatrici decidono di approfondire la questione quando scoprono che l'uomo che minaccia il signor Cesar è biondo e utilizza una grossa pistola argentata. Infine Vash, Meryl e Milly scoprono che la persona che insidia Cliff Cesar è proprio Maryann, in realtà un agente federale sotto copertura, inviata ad indagare sulla siccità che ha colpito la città e imputata ad azioni di approvvigionamento illegali compiute da Cliff. Vash, senza farsi riconoscere per quello che è realmente, disarma Cliff e lo assicura alla giustizia. |                   |                  |
| 3  | Peace Maker 「PEACE MAKER」 | 15 aprile 1998    | 17 ottobre 2000  |
| 3  | Vash si reca in un piccolo paese alla ricerca del rinomato armaiolo Frank Marlin per riparare la sua pistola. Qui si imbatte in un ubriacone che lo convince ad offrirgli un drink e riconosce in lui Marlin, il quale ha rinunciato alla sua attività dopo una tragedia familiare in cui ha perso fiducia nel prossimo. Nel frattempo la cittadina viene attaccata da un gruppo di banditi il cui capo, cavalcando le voci sulla presenza di Vash nel paese, si spaccia per il "tifone umanoide". Vash altruisticamente si oppone ai banditi e il suo gesto ispira i cittadini a imbracciare le armi contro i briganti e Frank Marlin a smettere di bere e riprendere il suo lavoro. Con la pistola aggiustata, Vash riprende la sua strada. |                   |                  |
| 4  | Love & Peace 「LOVE & PEACE」 | 22 aprile 1998    | 24 ottobre 2000  |
| 4  | Meryl e Milly vengono coinvolte nel sequestro di un saloon da parte di un gruppo di rapitori che punta a ottenere dal conte Bostock un elevato riscatto per la liberazione della figlia Stephanie. Vash si introduce inavvertitamente nel locale, dove viene imprigionato a sua volta dai sequestratori. Intanto lo sceriffo assolda un gruppo di banditi per eliminare i rapitori una volta che avranno abbassato la guardia con la promessa del pagamento del riscatto. Il piano funziona e i banditi mettono fuori gioco la gran parte dei sequestratori, ma Vash impedisce loro di ferire gli ostaggi e li disarma con l'aiuto di Meryl e Milly. Quando infine avviene lo scambio di ostaggi, lo sceriffo tenta di uccidere il conte Bostock per appropriarsi delle sue ricchezze e privilegi e, ancora una volta, Vash, Meryl e Milly lo fermano. |                   |                  |
| 5  | Hard Puncher 「HARD PUNCHER」 | 29 aprile 1998    | 31 ottobre 2000  |
| 5  | Dopo che Vash si sbarazza senza difficoltà di un gruppo di cacciatori di taglie, gli abitanti di Inepril City, appreso che si tratta di Vash the Stampede, iniziano a dargli la caccia perché necessitano della ricompensa per riparare la centrale elettrica della città. I cittadini stessi, però, finiscono per arrecare gravi danni al paese nel loro tentativo infruttuoso di cattura, portando il sindaco ad assumere per la disperazione il duo di ricercati conosciuti come Nebraska Family. Vash riesce a proteggere gli abitanti dai Nebraska e li finisce con un solo colpo, convincendo l'incredula Meryl che si tratta del vero Vash the Stampede. |                   |                  |
| 6  | Lost July 「LOST JULY」 | 6 maggio 1998     | 7 novembre 2000  |
| 6  | Vash permette agli abitanti di Inepril City di incassare i 700000 $$ della Nebraska Family e viene acclamato come un eroe, mentre Meryl è irritata dal suo atteggiamento che non corrisponde alle proprie aspettative. Intanto giunge una sorta di convoglio ferroviario noto come sand steamer, che movimenta il mercato cittadino. Con esso giunge in città anche Elizabeth, un ingegnere in possesso delle conoscenze tecniche per riparare la centrale elettrica di Inepril City. La donna assume Vash come guardia del corpo, ma il suo intento si rivela quello di ucciderlo, per vendicarsi della distruzione della città di July in cui persero la vita i suoi genitori. Vash evita il collasso della centrale e rivela a Elizabeth di non ricordare nulla del proprio passato, ma di perdonarlo per non diventare come lui. Dopo aver riconosciuto in lui l'uomo che la aiutò da bambina, Elizabeth risparmia Vash e scoppia in lacrime. |                   |                  |
| 7  | B.D.N. 「B.D.N.（ブリリアント・ダイナマイト・ネオン）」 - B.D.N. (Buririanto Dainamaito Neon) | 13 maggio 1998    | 14 novembre 2000 |
| 7  | Il giorno dopo una grande festa in suo onore, Vash lascia di nascosto Inepril City a bordo del sand steamer, in cerca di pace e tranquillità. Per seguirlo, Meryl e Milly, a corto di denaro, si fanno assumere come personale di bordo del convoglio. Vash si imbatte casualmente in Kaite e lo scambia per un clandestino, quando in realtà il ragazzo è in combutta con una banda di predoni locale, i Bad Lad, in attesa del suo segnale per assaltare la nave. Mentre Vash è svenuto, la gang assume il controllo del sand steamer e deruba i passeggeri dei loro averi. |                   |                  |
| 8  | ...e poi, soltanto il deserto e il cielo 「そして荒野と空の間を」 - Soshite kōya to sora no kan wo | 20 maggio 1998    | 21 novembre 2000 |
| 8  | Neon, il capo della banda, è deluso dal magro bottino, ma, venuto a sapere dell'esistenza di una cassaforte blindata, decide di far schiantare il sand steamer con tutto il suo carico e forzare così la serratura. Appreso il piano, Kaite si ribella a Neon, accusandolo di aver violato i patti, ma Vash lo protegge e i due trovano riparo in una sala del convoglio. Con poco tempo a disposizione per fermare lo steamer, Vash e Kaite, che si rivela il figlio del progettista della nave, collaborano per cercare di giungere alla sala comandi, ma il "tifone umanoide" è accerchiato i Bad Lad e ferito nel processo. Liberato da Meryl e Milly, Vash sfida Neon ad un duello di pistola, in cui il bandito riconosce la nobiltà dell'avversario nel voler combattere seppur ferito e acconsente a liberare il convoglio. Il suo intervento, congiunto a quello di Kaite, che a rischio della sua incolumità si introduce nella sala comandi per attivare il sistema di frenaggio manuale, permettono allo steamer di arrestarsi sull'orlo del precipizio, salvando i passeggeri. |                   |                  |
| 9  | Murder Machine 「MURDER MACHINE」 | 27 maggio 1998    | 28 novembre 2000 |
| 9  | Attraversando il deserto in autobus, Vash nota un uomo in lontananza che si rivela essere Nicholas D. Wolfwood, un prete in viaggio per raccogliere denaro per l'orfanotrofio della sua chiesa. L'autobus viene attaccato da un gruppo di robot, retaggio di una tecnologia perduta, e, nella fretta di fuggire dalle macchine, una bambina viene lasciata indietro. Vash e Wolfwood si lanciano immediatamente al salvataggio, ma cadono in una nave aliena sepolta dalle sabbie. Qui Wolfwood si rivela stranamente un abile pistolero e Vash, grazie ad un'abilità misteriosa, riesce a eliminare numerosi robot e a spegnere il segnale che li controlla. I due vengono quindi recuperati da Meryl, Milly e i passeggeri dell'autobus, inclusa la bambina ormai salva. Arrivati a May City, Wolfwood e il trio si separano. |                   |                  |
| 10 | Quick draw 「QUICK DRAW」 | 10 giugno 1998    | 5 dicembre 2000  |
| 10 | Per aiutare la giovane madre di Neil, abbandonata dal marito e in serie difficoltà economiche, Vash iscrive se stesso e Nicholas D. Wolfwood a sua insaputa ad un torneo di quick draw. I due arrivano in finale e sembra fatta per la vincita in denaro ma devono vedersela con l'avido organizzatore del torneo, che li obbliga ad affrontarsi nella finale tenendo in ostaggio Neil e sua madre col solo intento di poter intascare la taglia dei 60 miliardi di $$. Vash e Nicholas sembrano essersi sconfitti a vicenda coi loro corpi esanimi e grosse perdite di sangue, ma in realtà fingono grazie a delle grosse bottiglie che avevano nascosto sotto le loro vesti. Attirati il ricattatore ed i suoi uomini nella trappola, Nicholas li sbaraglia grazie ad altre pistole contenute dentro la sua enorme croce e intasca il premio del torneo. |                   |                  |
| 11 | Escape from pain 「ESCAPE FROM PAIN」 | 17 giugno 1998    | 13 dicembre 2000 |
| 11 | Nicholas D. Wolfwood e Milly Thompson si imbattono in due giovani, Mur e Julias che fuggono dal padre naturale e quello adottivo di quest'ultimo, una volta scoperto che gli affari di questi è basato sulla compravendita delle persone. Nel frattempo, Vash viene incaricato dal padre adottivo di Julias di riportarlo insieme alla ragazza per una cifra di 200 milioni di $$. Una volta trovati, Vash li spara in quanto non era stato specificato se dovevano ritornare vivi o morti, Nicholas però si accorge del trucco notando la mancanza di polvere da sparo all'interno dei proiettili. I due giovani sono dunque salvi ed illesi, liberi di fare la vita che vogliono. |                   |                  |
| 12 | Diablo 「DIABLO」 | 24 giugno 1998    | 19 dicembre 2000 |
| 12 | Vash viene arrestato ingiustamente per la morte di un calzolaio dal quale si era recato la sera prima per un paio di stivali. Meryl e Milly tentano invano di scagionarlo e di dimostrare la sua innocenza in quanto egli aveva passato tutta la giornata in compagnia delle due assicuratrici nel momento della morte della vittima. Subisce poi, durante la sua prigionia, l'attacco di Monev The Gale, un sicario mandato da Legato Bluesummers, per potersi vendicare dei fatti avvenuti a July venti anni prima. Il tifone umanoide riesce a liberarsi grazie all'intervento di Milly, e rinchiudendosi in una banca trova un posto dove affrontare e battere Monev senza coinvolgere gente innocente. Purtroppo di queste ne muoiono proprio per mano dello stesso Monev prima del loro ultimo scontro decisivo, e Vash preso dalla rabbia, è tentato di giustiziarlo, ma preso dai ricordi e degli insegnamenti di Rem, desiste nel farlo. |                   |                  |
| 13 | Vash the Stampede 「ヴァッシュ・ザ・スタンピード」 - Vasshu za Sutanpido | 1º luglio 1998    | 26 dicembre 2000 |
| 13 | Dopo l'ultimo scontro che ha visto Vash impegnato e vincente contro Monev The Gale, Meryl Stryfe fa un suo resoconto dietro la macchina da scrivere dei suoi primi quattro mesi riguardo alla missione affidatale dalla sua compagnia di assicurazione dove lavora, la Bernardelli, insieme alla sua amica e collega Milly Thompson. Ossia Vash The Stampede, del perché del suo soprannome, Tifone Umanoide, ma soprattutto, di monitorarlo per spiegare il motivo della catena dei danni dovuti ai suoi spostamenti. |                   |                  |
| 14 | Little Arcadia 「LITTLE ARCADIA」 | 8 luglio 1998     | 2 gennaio 2001   |
| 14 | Meryl e Milly vengono ingaggiate da una coppia di anziani come guardie del corpo per difendere la loro terra, germogliata grazie ad un geoplant, da un uomo, tale Morgan, proprietario di altre terre circostanti alla loro. I due vecchi coniugi detengono l'atto di proprietà della terra, e vengono aiutati anche da persone di loro vecchia conoscenza pronte a difenderla, ma devono guardarsi, oltre a Morgan, dalla famiglia Nebraska (i restanti componenti di quelli già visti nell'episodio 5), che spalleggiano quest'ultimo in cambio della scarcerazione dei familiari sconfitti in precedenza da Vash. Inoltre c'è anche il figlio della coppia, che spinge affinché il padre ceda la terra a Morgan. Le due assicuratrici riescono a sconfiggere i Nebraska anche con l'inconsapevole aiuto di Vash e permettono ai due anziani di poter depositare all'ufficio federale l'atto di proprietà della terra, ove all'interno vi è anche un certificato di concessione del terreno a beneficio del loro figlio, il quale non se l'aspettava nonostante i contrasti avuti in precedenza per la vendita di esso. |                   |                  |
| 15 | Demon's eye 「DEMONS EYE」 | 15 luglio 1998    | 9 gennaio 2001   |
| 15 | Continua la crociata di Legato Bluesummers nei confronti di Vash the Stampede. In un saloon di Jeneora Rock fa fuori grazie ai suoi poteri telecinetici un gruppo di malviventi appartenenti alla banda dei Roderick. L'altra parte della banda vien fatta fuori dal locale grazie al gruppo scelto dallo stesso Legato per eliminare Vash; i Gung-Ho Guns. Viene mandata Dominique the Cyclops ad affrontarlo, una donna capace di uccidere grazie al Demons Eye, tecnica capace di addormentare i sensi dell'avversario prima di abbatterlo. Inizialmente in difficoltà contro di ella, Vash la sconfigge concentrando tutti i suoi pensieri sul dolore fisico di una ferita al dito rimediata poco prima del duello. Decide infine di dare la caccia a Legato ed ai Gung Ho Guns ponendo fine al viaggio sinora intrapreso insieme a Meryl e Milly,in quanto teme per la loro incolumità. |                   |                  |
| 16 | Fifth moon 「FIFTH MOON」 | 22 luglio 1998    | 16 gennaio 2001  |
| 16 | Prossimi avversari per il tifone umanoide sono E.G. Mine ed il samurai Raidei the Blade. Sconfitto il primo abbastanza facilmente, il secondo dei due, unitosi ai Gung-Ho Guns solo per poter affrontare Vash, si rivela ostico, e grazie ad una lama che si può tramutare in un'arma da fuoco quando necessita, è quasi sul punto di sconfiggerlo dopo averlo colpito ad una spalla. Improvvisamente però, il braccio destro di Vash si trasforma in una potente arma distruttiva, demolendo completamente la città dove si svolge lo scontro. È la seconda volta in ventitre anni dopo July, come rivelerà in seguito Legato Bluesummers, che grazie alla sua telecinesi dovuta al braccio sinistro di Vash è il vero artefice del suo gesto involontario. Meryl Stryfe, dopo aver visto la città rasa al suolo, è incredula che sia opera sua, e scoppia in lacrime. Anche Nicholas D. Wolfwood, che torna sulle sue tracce pensa quella sia la sua vera natura, e dopo aver chiesto informazioni su di lui a Raidei the Blade, sopravvissuto anch'egli alla distruzione della città, lo uccide. |                   |                  |
| 17 | Rem Saverem 「レム・セイブレム」 - Remu Seiburemu | 29 luglio 1998    | 23 gennaio 2001  |
| 17 | Flashback che ripercorre il passato di Vash quando era bambino, e di suo fratello gemello Knives. I due risiedono e son cresciuti in mezzo ad uomini che navigano in una colonia di navi alla ricerca di un pianeta dove vivere. Tra questi spicca la presenza di Rem, la ragazza-tutrice dei due gemelli. Vash prende e seguirà alla lettera, anche dopo la sua morte tutti i suoi insegnamenti specie quelli riguardo al pacifismo e al rispetto per il prossimo, cosa che lascia totalmente contrariato Knives,che li considera dei primitivi, anche a causa delle violenze subite da Steve, uno dei membri dell'equipaggio. Con degli inganni lo stesso Knives ucciderà tutti i membri dell'equipaggio salvando solo Rem, solo perché Vash era molto legata. Riprogramma inoltre tutte le navi comprendenti la colonia su un altro pianeta, rischiandone il totale annientamento di essa, ma Rem decide di riparare il danno causato da Knives riprogrammando tutto com' era in precedenza, sacrificando la propria vita ma, salvando l'equipaggio delle altre navi. Da allora Vash mantiene scrupolosamente una promessa fatta alla ragazza prima di morire: prendersi cura di suo fratello Knives. |                   |                  |
| 18 | Per ora, addio 「今は、さよなら」 - Ima ha, sayonara | 5 agosto 1998     | 30 gennaio 2001  |
| 18 | Due anni dopo gli eventi di Augusta Vash cambia vita, look, si fa chiamare Eric, vive insieme ad una ragazza molto vivace di nome Rina, e di sua nonna. Molti crimini son stati commessi tutti a nome probabilmente di Vash o di esterni che fingono di esser suoi complici. Uno di questi si fa spacciare proprio per lui corteggiando Rina in più di un'occasione, con lo stesso Vash, che sotto falsa identità la salva ricorrendo anche alle più strambe delle umiliazioni. Finisce quasi sempre però per venire sparato ed essere portato puntualmente in ospedale. Nicholas D. Wolfwood lo riconosce proprio per i suoi metodi pacifisti e lo convince a reimbracciare le armi, per salvare la ragazza con la quale vive e alloggia, rapita durante l'ultima degenza di Vash in ospedale. Riportatagli la pistola trovata tra le macerie di July e riparatala grazie a Frank Marlon gratuitamente, i due sterminano la banda del falso Vash e riportano Rina a casa. Sia la ragazza che sua nonna vengono poi a conoscenza della vera identità del loro ospite, che poi si sparge per tutto il paese. Vash torna al suo vecchio look coi capelli a punta per poi ripartire alla ricerca di Knives. |                   |                  |
| 19 | Hang fire 「HANG FIRE」 | 12 agosto 1998    | 6 febbraio 2001  |
| 19 | Meryl e Milly si rimettono sulle tracce di Vash che è stato avvistato per l'ultima volta a Little Jersey, ma giungono in ritardo in quanto questi si è già spostato insieme a Nicholas D. Wolfwood a New Oregon cittadina preda di due famiglie da anni in combutta tra di loro, i Poro ed i Frisk. Nell'ultimo confronto tra queste, uno dei membri della seconda famiglia sia stata uccisa dalla prima. I Frisk meditano vendetta assaltandoli su un sand steam postale, dove si trovano anche le due assicuratrici, e Vash, giunto li di proposito per stanare le ostilità tra le due famiglie. Il tifone umanoide riesce nell'intento, e di portare alla ragione uno dei Frisk che voleva uccidere un componente della famiglia rivale, artefice dell'omicidio di sua figlia. Vash glielo impedisce sostenendolo che se lo avesse fatto si sarebbe sentito come l'assassino della figlia, e l'uomo desiste. Tra i Frisk si dilegua durante lo scontro sul sand steam l'organizzatore dell'agguato, scomponendosi in numerosi pezzi e rivelandosi altro che una marionetta di Leonoff the Puppet Muster, altro Gung-ho Gun al servizio di Legato che lo informa del ritorno di Vash ed è in attesa di istruzioni al riguardo. |                   |                  |
| 20 | Flying ship 「FLYING SHIP」 | 19 agosto 1998    | 13 febbraio 2001 |
| 20 | Vash sfugge per l'ennesima volta alle assicuratrici per raggiungere delle sue vecchie conoscenze viventi in un residuato di tecnologia perduta, fluttuante perennemente nell'aria. Lo raggiunge anche Nicholas a sua insaputa, il quale, notando gli abitanti spaventati nel vedere chi come lui viene dall'esterno, ritiene che prima o poi arriverà anche per essi il momento di vivere in superficie. Vash ritrova il maestro nonché capo della popolazione, a conoscenza dei suoi precedenti e del motivo del suo ritorno. Il loro arrivo è spiato da Leonoff the Puppet Master grazie a delle sue marionette meccaniche con sembianze di volatili, e fa rapire Jessica, ragazza da anni innamorata di Vash. Verrà salvata proprio da lui, che torna col suo vecchio cappotto rosso indosso e si prepara ad affrontare i prossimi avversari. Leonoff, Gray the Ninelives e Hoppered the Gauntlet. |                   |                  |
| 21 | Out of time 「OUT OF TIME」 | 26 agosto 1998    | 20 febbraio 2001 |
| 21 | Dopo aver fatto fuori tutte le marionette di Leonoff the Puppet Master, Vash affronta uno degli altri due Gung-ho Gun intrufolatisi dentro la nave, Hoppered the Gauntlet, un pazzo sanguinario con uno scudo che può fungere anche da proiettile, mentre Nicholas D.Wolfwood se la sbriga con l'altro dei due sicari, Gray the Ninelives, un androide gigante. Lo scopo di entrambi è distruggere l'impianto che tiene a galla la nave. Vash riesce ad aggirare lo scudo del suo avversario grazie ai fili di Leonoff, ciononostante l'impianto è seriamente danneggiato per i colpi ricevuti in precedenza dal Gung-ho Gun. In un altro settore dell'impianto centrale Nicholas ottiene la meglio sul suo avversario con qualche difficoltà. Cyborg all'apparenza invulnerabile, il reverendo colpisce una tubatura contenente all'interno dell'acido facendolo piovere sulla testa dell'androide, poi con un lancia-razzi nascosto in uno dei lati della sua croce, gli dà il colpo di grazia. Le gambe però sono integre e con una missile nascosto all'interno danneggia gravemente l'impianto. Vash riesce a ristabilire il suo settore energetico, ma Hoppered si lancia kamikaze all'interno del nucleo e così la nave precipita. Gli abitanti provati dall'accaduto, danno la colpa di tutto a Vash, ma Blood lo difende ritenendo più gravoso il loro atteggiamento, i quali durante gli scontri sulla nave non hanno fatto altro che andarsi a nascondere e piagnucolare. Nel frattempo Nicholas trova imbavagliata la vera Jessica, torna da Vash per avvisarlo, e successivamente fa fuori Leonoff, mentre quella falsa, salvata in precedenza cerca di uccidere il tifone umanoide, ma Blood gli fa scudo sacrificandosi. Vash piange dunque così la sua morte. |                   |                  |
| 22 | Alternative 「ALTERNATIVE」 | 2 settembre 1998  | 27 febbraio 2001 |
| 22 | Vash, Nicholas, Meryl e Milly trovano una cittadina al quale non è concesso l'ingresso agli estranei. Mentre cercano di convincere gli abitanti ad entrare, un ragazzino affamato fruga tra le provviste dei quattro e fugge. Vive in una piccola abitazione fuori dalla città in compagnia di altri bambini, tutti orfani. Vash, Nicholas e le due assicuratrici si dedicano a loro e alloggiano temporaneamente li. Il mattino seguente ricevono visita dagli abitanti del villaggio che ritengono siano colpevoli dello sterminio provocato durante la notte tra le loro mura. Mentre il tifone umanoide e il reverendo tentano di manifestare la loro innocenza, un gruppo di worms invade la zona, nonché il villaggio, malgrado lo strato di roccia esterno impedisca solitamente a questi di oltrepassarlo. A permettere ciò è Zazie the Beast, Gung-Ho Gun celato tra i bambini orfani che controlla i worm grazie ad un apparecchio piazzato sull'orecchio, capace di emanare onde ad alta frequenza. Viene ucciso da Nicholas mentre questi tiene sotto tiro Vash. Ovviamente il tifone umanoide si scaglia contro di lui nonostante il salvataggio da parte dell'amico, con quest'ultimo che ribadisce la non assoluta gravità di errore, quando non c'è altra scelta. |                   |                  |
| 23 | Paradise 「楽園」 - Rakuen | 9 settembre 1998  | 6 marzo 2001     |
| 23 | Nicholas D.Wolfwood affronta il suo passato, il suo maestro, nonché Gung-Ho Gun Chapel the Evergreen. In un colloquio che avviene tra i due il giorno prima del loro scontro, si scopre che Nicholas aveva il solo compito di scortare Vash da suo fratello, ordine poi revocato per eseguirne uno nuovo, affrontare il tifone umanoide. Tutto questo per salvare i bambini della missione che possiede a December. Nicholas tentenna e il giorno dopo sembra sfidare Vash puntandogli l'arma contro, poi ci ripensa e affronta, vincendo, il suo mentore. Gli risparmia la vita decidendo di seguire le indicazioni di Vash sul non uccidere le persone, ma l'errore gli costa caro perché muore per mano del suo maestro sotto il controllo psichico di Legato Bluesummers. Nel frattempo Vash trionfa senza difficoltà contro l'altro dei Gung-Ho Gun giunto in città, Caine the Longshot. Prima di morire Nicholas si reca a confessarsi in chiesa chiedendo perdono per quel che ha commesso in passato nonché, in caso di un'altra vita un posto più ospitale dove vivere, insieme a Vash, Meryl ma soprattutto Milly Thompson, di cui è innamorato. I tre piangono in seguito la scomparsa del reverendo. |                   |                  |
| 24 | Il crimine 「罪」 - Tsumi | 16 settembre 1998 | 13 marzo 2001    |
| 24 | Chapel The Evergreen si scaglia contro Legato Bluesummers, responsabile della morte del suo allievo Nicholas D.Wolfwood ma finisce succube del suo potere psichico, per poi venire liquefatto da Knives, che fa la sua comparsa. Comincia l'ultimo atto del loro programma, ossia sofferenza eterna a Vash The Stampede. Si fa sotto contro di lui Midvalley The Hornfreak, Gung-Ho Gun capace di uccidere persone grazie ad onde soniche lanciate col suo sassofono. Vash dopo una dura lotta riesce a colpire lo strumento letale tramite il rimbalzo dei suoi proiettili, rendendolo così inoffensivo. Ma il killer-musicista continua ad utilizzarlo nonostante i danni e perde la vita per l'esplosione della sua arma. Poi c'è il faccia a faccia con Legato Bluesummers, che obbliga Vash a una dura scelta, uccidere o venire ucciso. Sceglie la prima dopo aver notato le sue amiche assicuratrici in balia degli abitanti ove si svolge lo scontro a loro volta sottomessi al controllo mentale del suo nemico. Vash elimina definitivamente, e con molta sofferenza per esser andato contro i suoi principi pacifisti, Legato Bluesummers. |                   |                  |
| 25 | Live through 「LIVE THROUGH」 | 23 settembre 1998 | 20 marzo 2001    |
| 25 | Meryl e Milly portano uno stanco e provato Vash in una piccola città a pochi km da Locktown, per curarlo e rimetterlo in sesto, con gli abitanti che, solidali offrono loro una casa. Il tifone umanoide passa i giorni con il rimorso di aver ucciso a freddo una persona (Legato Blusummers) nonostante lo stretto caso di necessità in cui egli si trovava. Meryl e Milly lavorano temporaneamente e rispettivamente come cameriera in un bar ed operaia. Un abitante però si accorge della vera identità di Vash e si scatena una vera rivolta contro di lui e le ragazze, colpevoli di non aver avvisato l'intera popolazione su chi realmente stavano ospitando. Un gruppo di uomini poi lo sequestra per farlo fuori e poter vendicare, secondo loro, tutte le persone care nonché le città che secondo loro egli ha fatto fuori, ma Meryl interviene facendo un discorso simile, se non identico, a quello che faceva Rem quando Vash era bambino, riguardo all'assoluto divieto di togliere la vita alle persone ed il futuro che attende sempre in ognuno di noi. Il tifone umanoide ringrazia le ragazze per averlo salvato e il giorno dopo, le saluta e parte per il suo duello finale. |                   |                  |
| 26 | Sotto un cielo così azzurro 「こんなにも青い空の下で」 - Konnanimo aoi sora no shita de | 30 settembre 1998 | 27 marzo 2001    |
| 26 | Dopo un flashback iniziale che narra in via definitiva il rapporto complesso che Vash ha col fratello, nonché gli anni passati in mezzo ad altri uomini, ha inizio in seguito il duello finale. Scontro equilibrato sino a quando Knives non riesce a impossessarsi della pistola del fratello e trasformare entrambe le braccia in potenti armi distruttive. Per la prima volta in vita sua, Vash viene meno ai suoi principi e riesce ad avere la meglio grazie alla croce di Nicholas D.Wolfwood nascosta sotto il terreno a pochi passi da lui. Non ha più dunque remore a sparare contro un uomo se in casi di stretta necessità, e sconfitto Knives si promette d'ora in avanti di cercarsi da solo le sue risposte, pur mantenendo gli insegnamenti di Rem. |                   |                  |

#### Colonna sonora
Le musiche di Trigun sono state composte da Tsuneo Imahori.

##### Album
Trigun: The First Donuts (トライガン TRIGUN THE FIRST DONUTS?, Toraigan TRIGUN THE FIRST DONUTS) è il primo album compilation contenente la colonna sonora della serie. È stato pubblicato in Giappone dall'etichetta Victor Entertainment il 24 giugno 1998.
1. NO-BEAT – 3:10
2. BIG BLUFF – 3:46
3. BLOOD AND THUNDER – 3:39
4. KNIVES – 3:19
5. Permanent Vacation – 1:57
6. BLUE FUNK – 3:27
7. PHILOSOPHY in a Tea Cup – 4:38
8. NOT AN ANGEL – 2:58
9. Cynical Pink – 3:48
10. Sound Life ~REM – 5:24
11. Kaze-wa mirai-ni fuku (風は未来に吹く? - Wind Blows In the Future) – 3:45
12. H.T – 1:32
13. WINNERS – 3:34
14. Never could have been worse – 5:00
15. Stories to Tell – 2:36
16. People Everyday – 2:56
17. Fool's Paradise – 4:09
18. YELLOW ALERT – 3:07
19. Carot & Stick – 4:00
20. Perfect Night – 4:37

Trigun: The 2nd Donut Happy Pack (トライガン THE 2nd Donut HAPPY PACK?, Toraigan THE 2nd Donut HAPPY PACK) è il secondo album compilation contenente la colonna sonora della serie. L'album include anche delle tracce radiodramma dedicate ai personaggi. È stato pubblicato in Giappone dall'etichetta Victor Entertainment il 21 ottobre 1998.
1. Love & Peace – 0:48
2. Nerve Rack – 4:40
3. Paradise – 5:19
4. West Slang – 3:02
5. Unhappy Song – 2:48
6. Black Cat Space – 0:27
7. Colorless Sky – 2:14
8. Trigun Maximum – 2:28
9. Hash Hash – 4:07
10. Lost Planet – 3:58
11. Blue Spring – 0:20
12. H.T-Destroyingangel mix – 4:38
13. Zero Hour – 2:41
14. Insurance #1 – 1:57
15. The lowdown – 2:34
16. Insurance #2 – 2:20
17. Gunpowder Tea – 2:09
18. Insurance #3 – 2:37
19. Cheers! – 2:18
20. Scattered Rain – 5:31
21. Pierce – 3:22
22. Blue Summers – 3:33
23. Stars of Sand – 3:24

Trigun Spicy Stewed Donut è una compilation di brani selezionati tratti da Trigun: The First Donuts e Trigun: The 2nd Donut Happy Pack, pubblicata in Nord America dall'etichetta Tokyopop Soundtrax il 31 luglio 2001.
1. H.T. – 1:34
2. NO-BEAT – 3:11
3. Big Bluff – 3:47
4. Unhappy Song – 2:50
5. PHILOSOPHY in a Tea Cup – 4:39
6. Cynical Pink – 3:47
7. Nerve Rack – 4:43
8. Zero Hour – 2:39
9. KNIVES – 3:18
10. Permanent Vacation – 1:57
11. BLUE FUNK – 3:27
12. YELLOW ALERT – 3:07
13. Carot & Stick – 3:57
14. Suna-no-hoshi – 3:28
15. Kaze-wa mirai-ni fuku (風は未来に吹く? - Wind Blows In the Future) – 3:44

### Film
Dalla serie è stato tratto un film, intitolato Trigun: Badlands Rumble, prodotto dallo studio di animazione Madhouse e uscito nelle sale giapponesi il 24 aprile 2010. L'edizione italiana è stata pubblicata in DVD da Dynit nel 2011.

### Trigun Stampede
Un secondo adattamento televisivo della serie anime prodotto dallo studio Orange, intitolato Trigun Stampede, è stato trasmesso dal 7 gennaio al 25 marzo 2023 su TV Tokyo e altre reti.

## Accoglienza

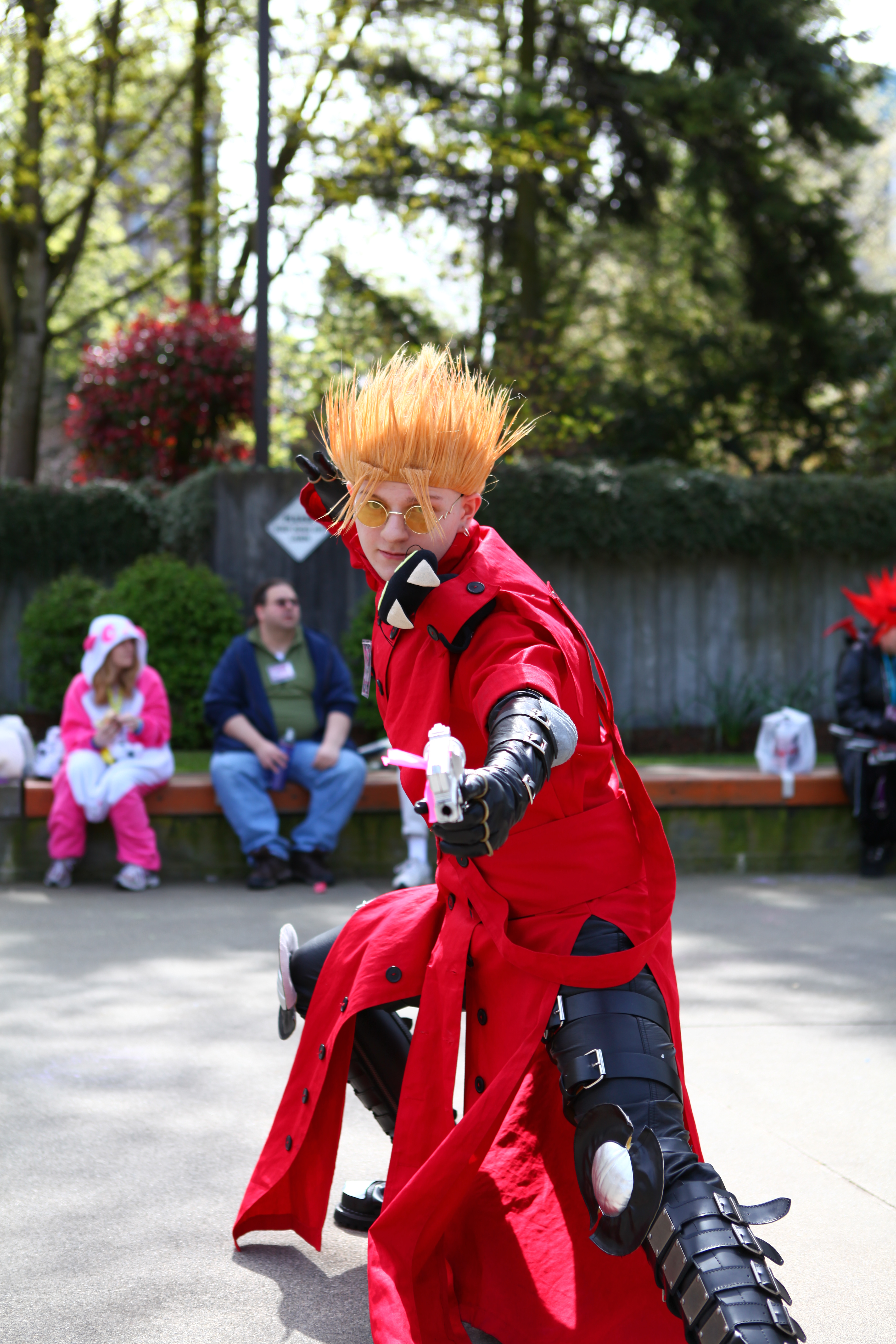
Cosplayer di Vash al Sakura-Con del 2012.

### Manga
Trigun Maximum ha vinto il premio come miglior fumetto al 40° premio Seiun durante la 48° Nihon SF taikai nel 2009. Il secondo volume ha concluso la serie originale all'inizio dell'anno successivo ed è stato il manga con il maggior guadagno nel 2004. La critica specializzata ha risposto positivamente al manga; Manga Life ha apprezzato l'ambientazione, paragonandola al Midwest americano del 1800. Anime News Network ha confrontato la serie con Kenshin - Samurai vagabondo, sottolineando il messaggio pacifista comune e come questo venga esplorato in modo simile a quello del supereroe Batman. Sono stati elogiati sia la gestione delle scene di combattimento che il design dei cattivi. Anche lo scontro tra Vash e l'antagonista è stato apprezzato per l'esecuzione e la grafica. Tuttavia, Mania Entertainment ha notato che alcuni eventi accaduti a Vash potrebbero risultare ripetitivi, poiché il suo pacifismo continua a ritorcersi contro di lui senza una soluzione adeguata. Con la filosofia di Vash messa alla prova nel finale, Fandom Post ha lodato le conseguenze delle sue azioni. La lotta tra Vash e Knives è stata molto popolare, tanto che Mania ha definito il loro combattimento finale "roba da leggenda". D'altra parte, Manga: The Complete Guide ha criticato alcune parti della narrazione, trovandola difficile da seguire ma comunque piacevole. Inoltre, i disegni sono stati apprezzati per il character design, con Wolfwood considerato uno dei più eleganti nel panorama di manga e anime. Secondo Lo Spazio Bianco, nonostante alcune imperfezioni perdonabili, come l'uso del super deformed che a volte alleggerisce eccessivamente il tono drammatico della serie, Trigun è un titolo divertente e coinvolgente, caratterizzato da atmosfere insolite. La serie riesce a trasmettere messaggi significativi di pace, fratellanza e sacrificio verso il prossimo.

### Anime
La serie anime è frequentemente considerata tra le migliori del suo genere. Nel 2001, la rivista Wizard's Anime ha collocato Trigun al 38º posto nella lista delle "Top 50 Anime usciti in Nord America", mentre nel 2010 Charles Solomon del Los Angeles Times l'ha inserito come settimo miglior anime nella sua "Top 10". Il successo dell'anime ha incrementato la popolarità del manga originale, con il primo volume che ha venduto 35 000 copie poco dopo la sua uscita negli Stati Uniti. Per quanto riguarda l'adattamento dell'anime, Theron Martin di Anime News Network ha dato una valutazione di B+, elogiando la scrittura e affermando: "La serie non si crogiola mai nell'inerente a questo formato; la qualità sorprendentemente alta della sua scrittura non permette che ciò accada". Tuttavia, ha criticato la grafica, sostenendo che "la resa dei personaggi appare spesso più come una bozza che un prodotto finale raffinato, con gli artisti che lottano per mantenere il modello". Mike Toole di Anime News Network ha definito Trigun uno degli anime più significativi degli anni '90. Everyeye.it ha paragonato le sfaccettature caratteriali di Vash a quelle di Ryo Saeba di City Hunter, trovando che la storia della serie sia sviluppata nella migliore maniera possibile. In un'altra recensione dello stesso sito, il protagonista è stato descritto come carismatico e indimenticabile, definendolo una parabola tragica e il cuore di Trigun.
Nel 2016, H.D. Russell di Escapist Magazine ha recensito l'adattamento anime nella sezione "Good Old Anime Review", dedicata agli anime popolari degli anni '90 e dei primi anni 2000. Sebbene abbia notato che la serie non è invecchiata bene in termini di animazione e qualità del doppiaggio inglese, Russell ha affermato che la profondità dei personaggi e i temi morali compensano ampiamente i suoi difetti. Ha concluso assegnando a Trigun un punteggio di quattro stelle su cinque, dichiarando: "Trigun viene spesso messo in ombra dal suo stretto cugino Cowboy Bebop; è triste perché è davvero un piacere da guardare. Nonostante un doppiaggio decente (con poche eccezioni), musiche nella media e una grafica relativamente statica, Trigun è uno spasso assoluto che mi ha fatto ridere e pensare per tutto il tempo. Pur non essendo perfetto, è divertente e pone domande che faranno riflettere gli spettatori per anni senza mai offrire una risposta. Trigun è un'opera che è passata direttamente dai miei arretrati al mio cuore ed è davvero più grande della somma delle sue parti. Nonostante la sua relativa popolarità in Occidente, Trigun non ha mai raggiunto un vasto appeal presso il pubblico giapponese. Tra i fattori suggeriti ci sono l'ambientazione da "vecchio west", i nomi dei personaggi in stile europeo e la mancanza di elementi culturali giapponesi. Questo rende Trigun uno dei rari esempi di anime che hanno avuto molto più successo in Occidente rispetto al loro Paese d'origine. Durante la prima messa in onda nel 1998 in Giappone la serie non riuscì a raccogliere un grande pubblico, ma guadagnò una base di fan sostanziale dopo il debutto negli Stati Uniti su Adult Swim nel 2003.